# مقاطعة فلويد (تكساس)
مقاطعة فلويد (بالإنجليزية: Floyd  County)‏ هي إحدى المقاطعات في ولاية تكساس، الولايات المتحدة الأمريكية.

## أعلام
- موريس إيوينغ